# يصدقئيل فارع
يَصدُقئيل فارِع (بخط المسند: ) هو أحد ملوك مملكة أوسان، في جنوب الجزيرة العربية قبل الإسلام.جرى تأليهه وعبادته بعد موته.

### وصف التمثال
عثر الباحثون على تمثال هذا الملك في وادي مَرْخَة جنوب اليمن، وهو يرتدي عباءة التوجة الرومانية.
ويظهر الملك واقفاً على قاعدة خشبية منقوشة بخط المسند، وهو يمد ذراعيه إلى الأمام بأكف مقبوضة وفوق رأسه تاج بسيط، أما لباسه فيتكون من قطعتي قماش، الأولى (التحتية) على شكل قميص بأكمام قصيرة مثنية يصل إلى منتصف الساق، ويزين طرفه من أسفل حاشية على هيئة شريط عريض مشغول بثنيات رأسية متجاورة (كشكشة)، وله فتحة رقبة دائرية صغيرة طرفها مكفف بدقة وبها شق صغير نحو الأسفل بزاوية حادة.
القطعة الأخرة على هيئة عباءة فضفاضة، تلّفَع بها الملك فوق القميص، فغطت الكتف والساعد الأيسر ثم تدلت أطرافها بشكل مائل نحو الأسفل لتدخل تحت الذراع الأيمن إلى الخلف، ثم تلقي مرة أخرى فوق الكتف الأيسر من الأمام، وربما تثبَّت أعلى الكتف الأيسر بمِشبك. وفي قدميه نعلاً بسيطاً يرتبط بالقدم بِشِراك من الجلد يمر بين الأصابع.

## تأليه الموتى في جنوب الجزيرة
يفترض كرستيان روبان وجود حالات أخرى لآلهة كانت في الأصل شخصيات بشرية، ثم جرت عبادتهم بعد موتهم، كما حدث مع الملك يَصدُقئيل فارِع. ومن ذلك أيضاً إله يدعى في النقوش العربية الجنوبية "عزيز اللات" إذ يبدو من اسمه المركب من اسم إله آخر (اللات)، أنه كان في الأصل اسم شخص يدعى "عزيز اللات" ثم جرى تبجيله حتى وصلت الأمر إلى تقديم القرابين له مثل سائر الآلهة؛ وكذلك الحال بشأن إهداء قدمه أحدهم إلى "هوفئيل"، وإهداء آخر مقدم إلى "لحيعثت" كما لو أنهما إلهان.
ويلحق روبان إلى هذه الفرضية الآلهة التالية: أرنيدع، عميانس، "يدعسمه"، سمهيدع، إساف ونائلة، والملك النبطي عبادة الأول الذي أله بعد موته.

## انظر
- تبجيل الأموات

## قائمة المراجع
1. ↑  باعليان، محمد (2014). الملابس في اليمن القديم. عدن: كلية الآداب - جامعة عدن. ص. 104-105.
2. 1 2  Robin, Chr. J. (2012). Matériaux pour une typologie des divinités arabiques et de leurs representations (بالفرنسية). Paris: : De Boccard. p. 70. Archived from the original on 2023-10-22.
3. ↑  "النقش CIH 557". DASI. مؤرشف من الأصل في 2023-11-03.
4. ↑  "Pars Antiques 2". DASI. مؤرشف من الأصل في 2023-11-03.
5. ↑  "Ja 2877". DASI. مؤرشف من الأصل في 2023-11-03.